# Literatura para gatos
Literatura Para Gatos es el segundo álbum de estudio de la cantante y compositora colombiana Rakel, publicado el 28 de octubre de 2014 por el sello Mikaela Records.
El nombre del álbum, "Literatura Para Gatos", surge de la relación especial de Rakel con su gata Amelie. Durante el proceso de creación del disco, Amelie acompañaba a Rakel en el estudio, y su comportamiento servía como una especie de "termómetro emocional" para las canciones. Si Amelie reaccionaba positivamente a una melodía, Rakel la consideraba acertada. Esta interacción inspiró el título del álbum .

## Lista de canciones
1. «El Día Es Hoy» — 03:52
2. «Congelado En El Tiempo» — 02:53
3. «El Bolero De Tu Vida» — 03:25
4. «Señales» — 03:46
5. «Demasiado Fácil» — 02:39
6. «Un Poco De Amor» — 02:48
7. «Happy Together]» — 02:43
8. «Promesas» — 03:16
9. «Largo Invierno» — 03:24
10. «Sobrenatural» — 03:29
11. «La Niña Más Linda (Hayalda Hachi Yafa Bagan)» — 02:49